# Tunisiaclupea speratus
Tunisiaclupea speratus è un pesce osseo estinto, appartenente agli ellimmittiformi. Visse nel Cretaceo inferiore (Barremiano, circa 126 milioni di anni fa) e i suoi resti fossili sono stati ritrovati in Africa.

## Descrizione
Questo piccolo pesce doveva essere lungo poco più di 6 centimetri e possedeva un corpo alto e tozzo, probabilmente abbastanza piatto lateralmente. La massima profondità corporea era localizzata all'origine della pinna dorsale. Il margine anteriore dorsale del profilo corporeo era quasi dritto. La pinna dorsale era più o meno triangolare. Come tutti gli ellimmittiformi, Tunisiaclupea possedeva scudi ossei nella zona tra il cranio e la pinna dorsale e lungo il margine inferiore del corpo, tra il cranio e la pinna anale. Le spine neurali anteriori non erano fuse, e il primo uroneurale era dotato di un'espansione laminare dorsale. Era inoltre presente un diastema ipurale. 

## Classificazione
Tunisiaclupea speratus venne descritto per la prima volta nel 2019, sulla base di resti fossili ritrovati nella formazione Sidi Aich, nella Tunisia meridionale. I fossili appartengono a uno dei più antichi ellimmittiformi, un gruppo di pesci ossei teleostei affini ai clupeiformi (aringhe e sardine) ma dotati di una doppia protezione ossea lungo il margine dorsale e quello ventrale. Tunisiaclupea, in particolare, sembra essere un rappresentante della famiglia Paraclupeidae, che comprende gli ellimmittiformi più derivati. Tunisiaclupea occuperebbe una posizione filogenetica intermedia tra Ellimma e Tycheroichthys.